# 恋なんて贅沢が私に落ちてくるのだろうか?
『恋なんて贅沢が私に落ちてくるのだろうか?』（こいなんてぜいたくがわたしにおちてくるのだろうか）は、中居真麻による日本の恋愛小説。及び、これを原作とした漫画作品、テレビドラマ作品である。第6回日本ラブストーリー大賞受賞。

## 概要
恋にも仕事にも不器用な青子の“高望みしているわけでもないのにうまくいかない”日常を描いた等身大の恋愛ストーリー。
第6回日本ラブストーリー大賞受賞作品（受賞時のタイトルは『星屑ビーナス!』）。

## 登場人物
宝池 青子（たからいけ あおこ）
本作の主人公。25歳(〜29歳)。恋愛経験ゼロ。

## 書籍情報
- 単行本：宝島社 2011年3月13日発行、ISBN 978-4-7966-8192-6
- 文庫本：宝島社 2012年2月7日発行、ISBN 978-4-7966-8896-3

## 漫画

### 概要
キャンディーサトウ作画により2012年2月8日に出版された。

### 書籍情報
- 単行本：宝島社 2012年2月8日発行、ISBN 978-4-7966-8852-9

## テレビドラマ

### 概要
2012年3月16日より、フジテレビワンツーネクストで放送された。放送時間は、フジテレビTWOで隔週金曜日の23:00 - 24:00、その後、同チャンネルおよびフジテレビNEXT、フジテレビONEでも順次再放送される。主演は佐々木希。地上波では2012年10月4日～7日に全六話が集中放映された。

### キャスト
(左が役名、右が役者名)
- 宝池青子：佐々木希
- 飯田猛：小泉孝太郎
- 天津敏也：えなりかずき
- 瀬尾純兵：石田卓也
- 姥貝 智春：渡部豪太
- 遠藤真人：田島優成
- 宝池紅子：外岡えりか
- 諏訪秀樹：長谷川朝晴
- 新森ミミ：橋本麗香
- 松井華奈：大塚千弘
- 西原由紀子：高岡早紀
- 谷卓：加藤雅也
- 宝池鞠子：多岐川裕美
- 宝池勝：梅沢富美男
- ナレーション、メリー（声）：藤原啓治

### スタッフ
- 原作 - 中居真麻『恋なんて贅沢が私に落ちてくるのだろうか?』（宝島社刊）
- 脚本 - 小川真
- アートディレクター - 清川あさみ
- 音楽 - 白石めぐみ
- 撮影 - 佐藤友孝、西村敏彦
- 映像 - 垣知加士
- 照明 - 佐々木宏文
- デザイン - 中本孝史
- 音声 - 山根剛
- 演出補 - 淵上正人
- 音響効果 - 壁谷貴弘
- 編集 - 穂垣順之助、山本清香
- オープニングタイトル - 本田貴雄
- 製作 - 大多亮
- 企画プロデュース - 羽鳥健一
- プロデューサー - 川西琢
- 演出 - 小林義則
- 制作協力 - 共同テレビ
- 制作著作 - フジテレビ・Sony Music

### サブタイトル
| 各話           | 放送日        | サブタイトル           |
| -------------- | ------------- | ---------------------- |
| 第1話          | 2012年3月16日 | 悲しき慕情             |
| 第2話          | 2012年3月30日 | ぬるま湯でシワシワ     |
| 第3話          | 2012年4月13日 | どういうわけか波乱万丈 |
| 第4話          | 2012年4月27日 | 底の底                 |
| 第5話          | 2012年5月11日 | 無駄に真っ直ぐ         |
| 第6話 (最終回) | 2012年5月25日 | 星屑ビーナス           |

### 主題歌・エンディング
- 主題歌：Aimer「星屑ビーナス」
- 挿入歌：Aimer「悲しき慕情」、「L-O-V-E」、「カレンダー・ガール」、「ベイビー・ラヴ」
- エンディングテーマ：佐々木希 Diamond Days[1]